# 1974 في سوريا
فيما يلي قوائم الأحداث التي وقعت خلال عام 1974 في سوريا.

## أفلام
من الأفلام التي صدرت هذه السنة في سوريا:
- 1 يناير – المغامرة
- 1 يناير – اليازرلي
- 6 أبريل – نساء للشتاء

## مواليد

### يناير
- 24 يناير – حسان عباس لاعب كرة قدم سوري.

### أكتوبر
- 6 أكتوبر – عزة عطورة

### ديسمبر
- 1 ديسمبر – روزا ياسين حسن كاتبة سورية.

## وفيات

### يونيو
- 8 يونيو – عبد القادر عياش (مواليد 1911) باحث سورين ومؤرخ وأديب وصحفي ومحامي وقاضي.

### ديسمبر
- 26 ديسمبر – فريد الأطرش (مواليد 1910) فنان مصري.